# 코디 워커
코디 보 워커(Cody Beau Walker, 1988년 6월 13일 ~ )는 미국의 배우이다. 자동차 사고로 사망한 폴 워커를 대신하여 촬영했던 2015년 《분노의 질주: 더 세븐》을 시작으로 연기를 시작하였다.

## 출연 작품
| 연도 | 제목                               | 역할            | 비고      |
| ---- | ---------------------------------- | --------------- | --------- |
| 2015 | 분노의 질주: 더 세븐               | 브라이언 오코너 |           |
| 2016 | USS 인디애나폴리스: 맨 오브 커리지 | 웨스트          | 후반 작업 |